# Lithops marmorata
Lithops marmorata är en isörtsväxtart som först beskrevs av Nicholas Edward Brown, och fick sitt nu gällande namn av Nicholas Edward Brown. Lithops marmorata ingår i släktet Lithops och familjen isörtsväxter. En underart finns: L. m. elisae.

## Bilder

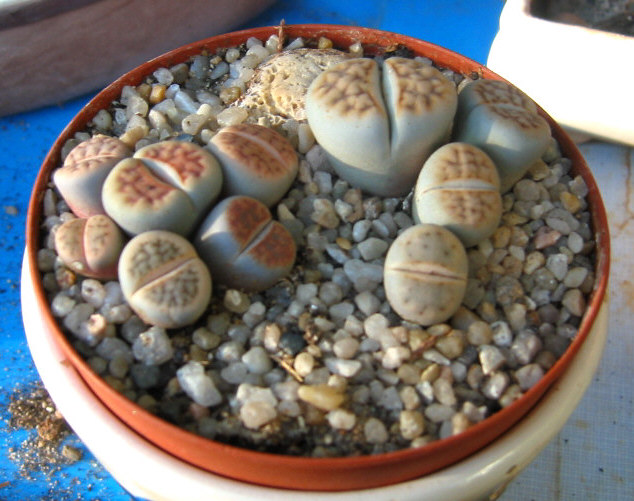
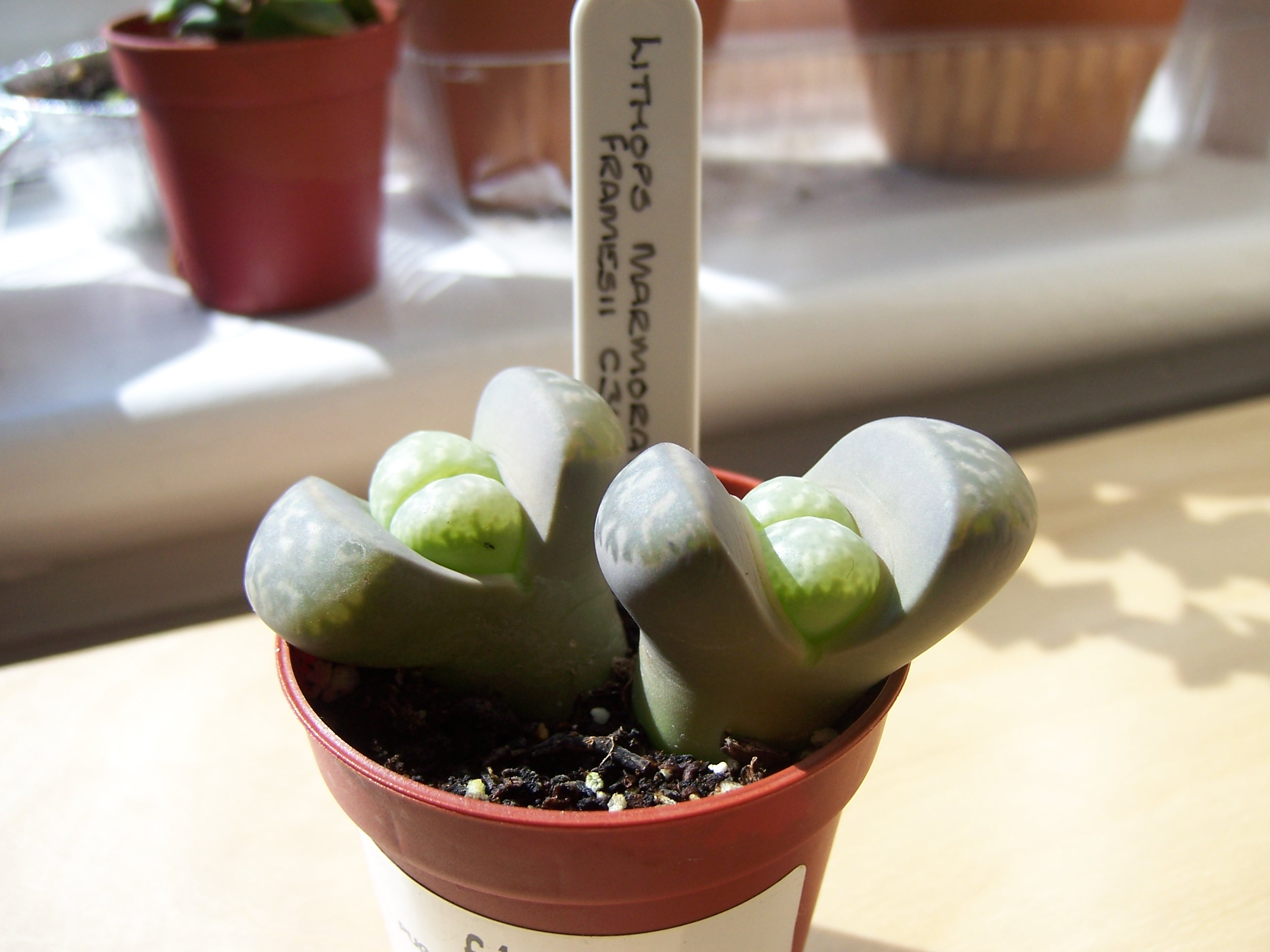
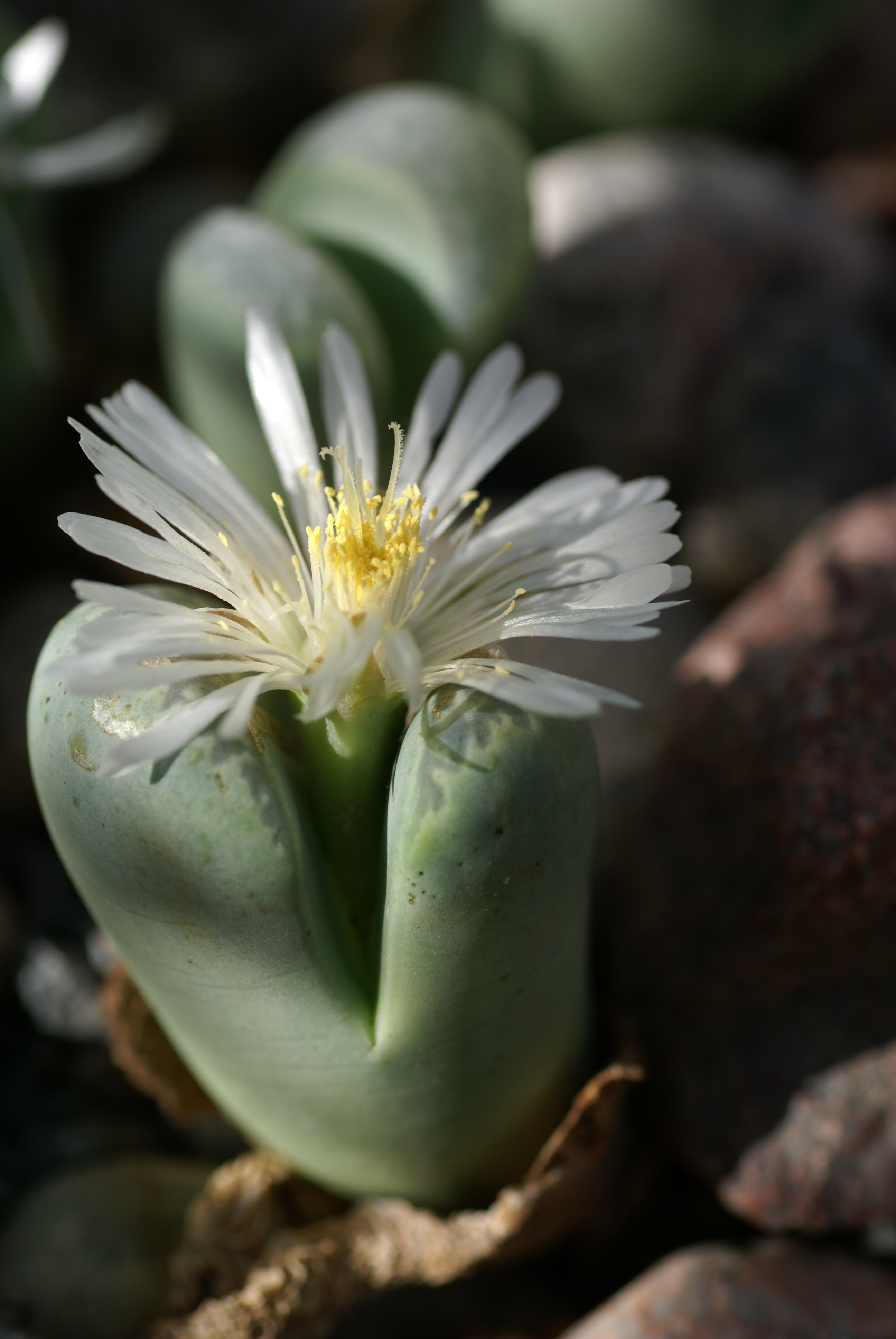
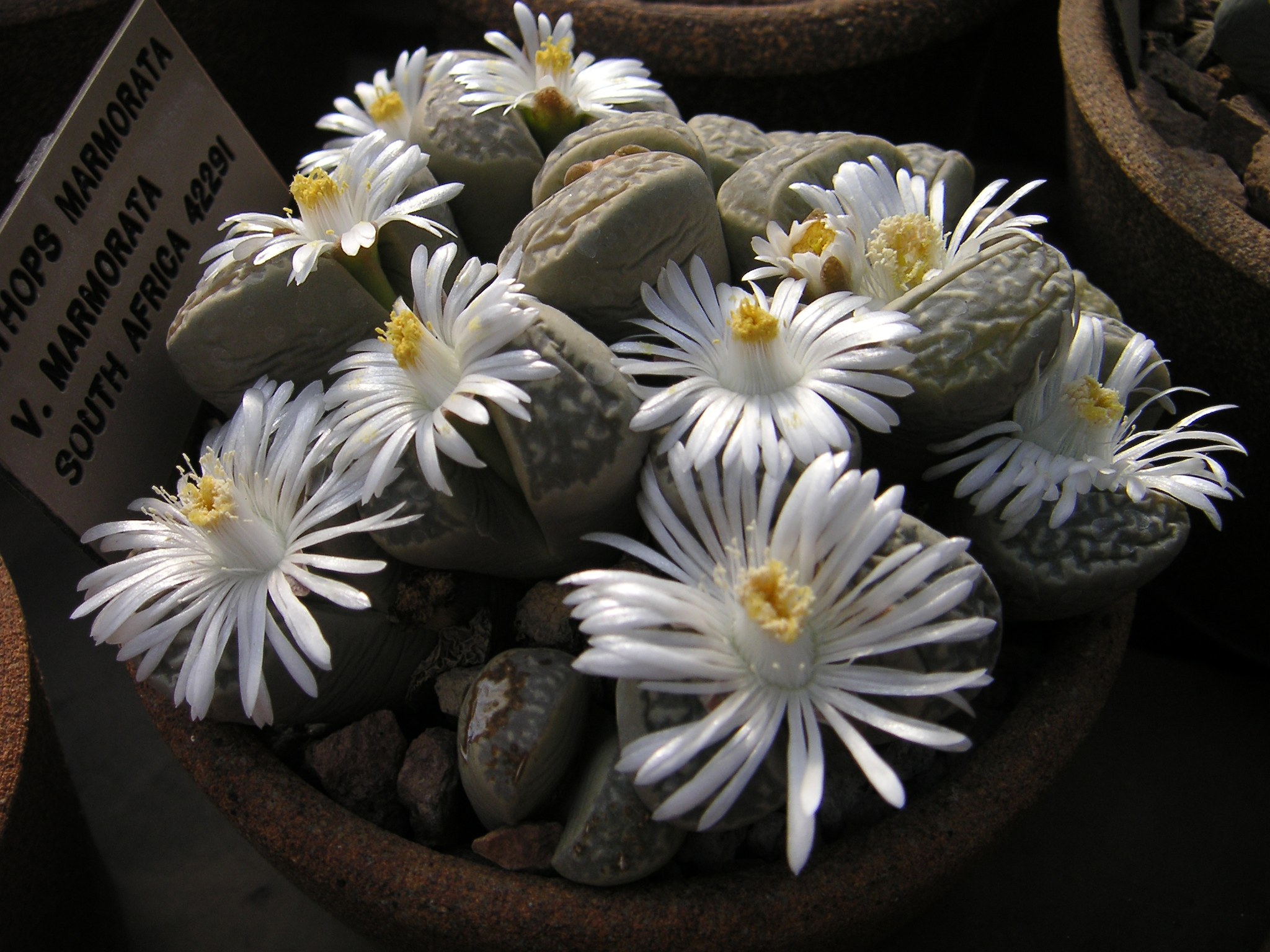
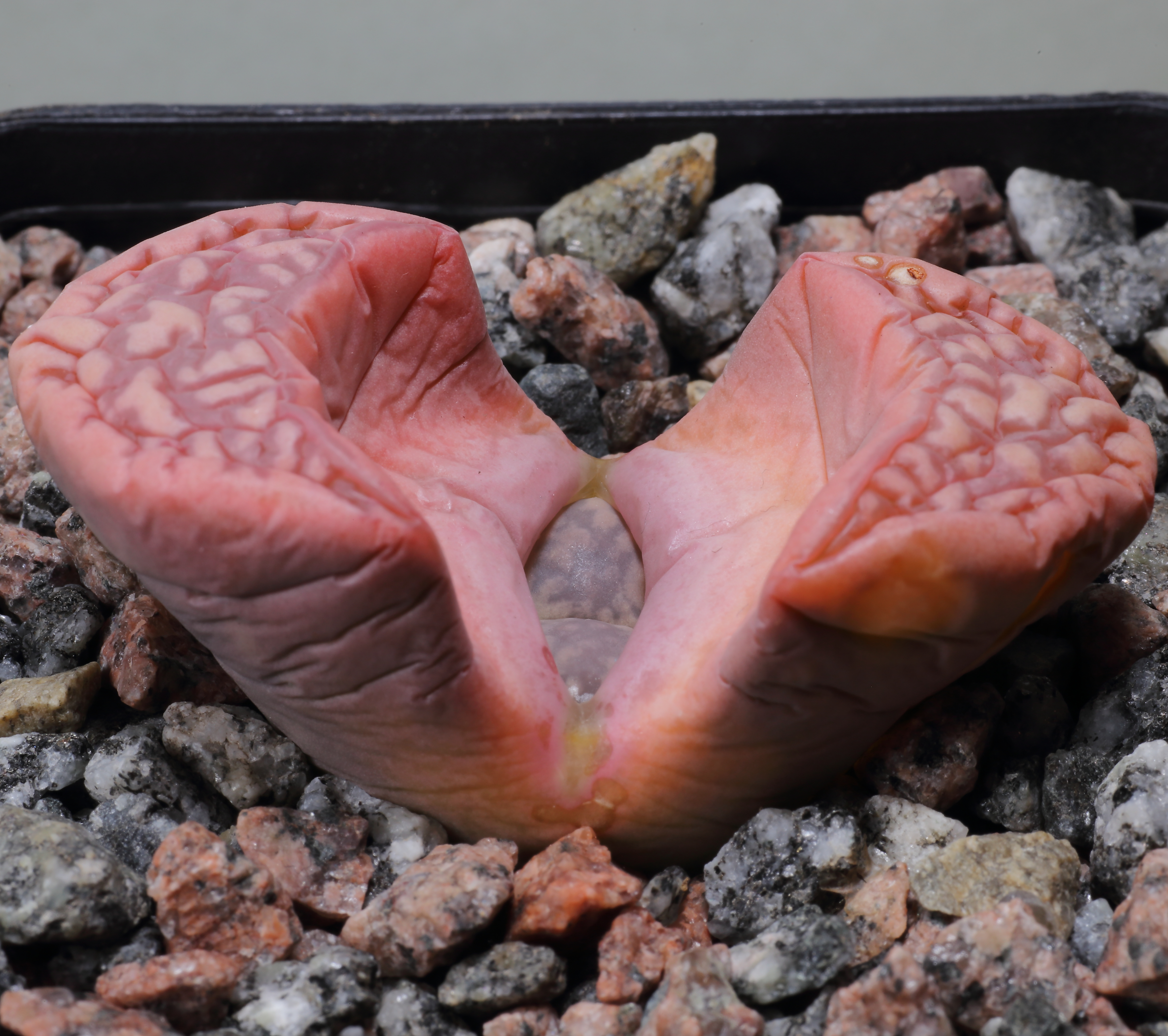
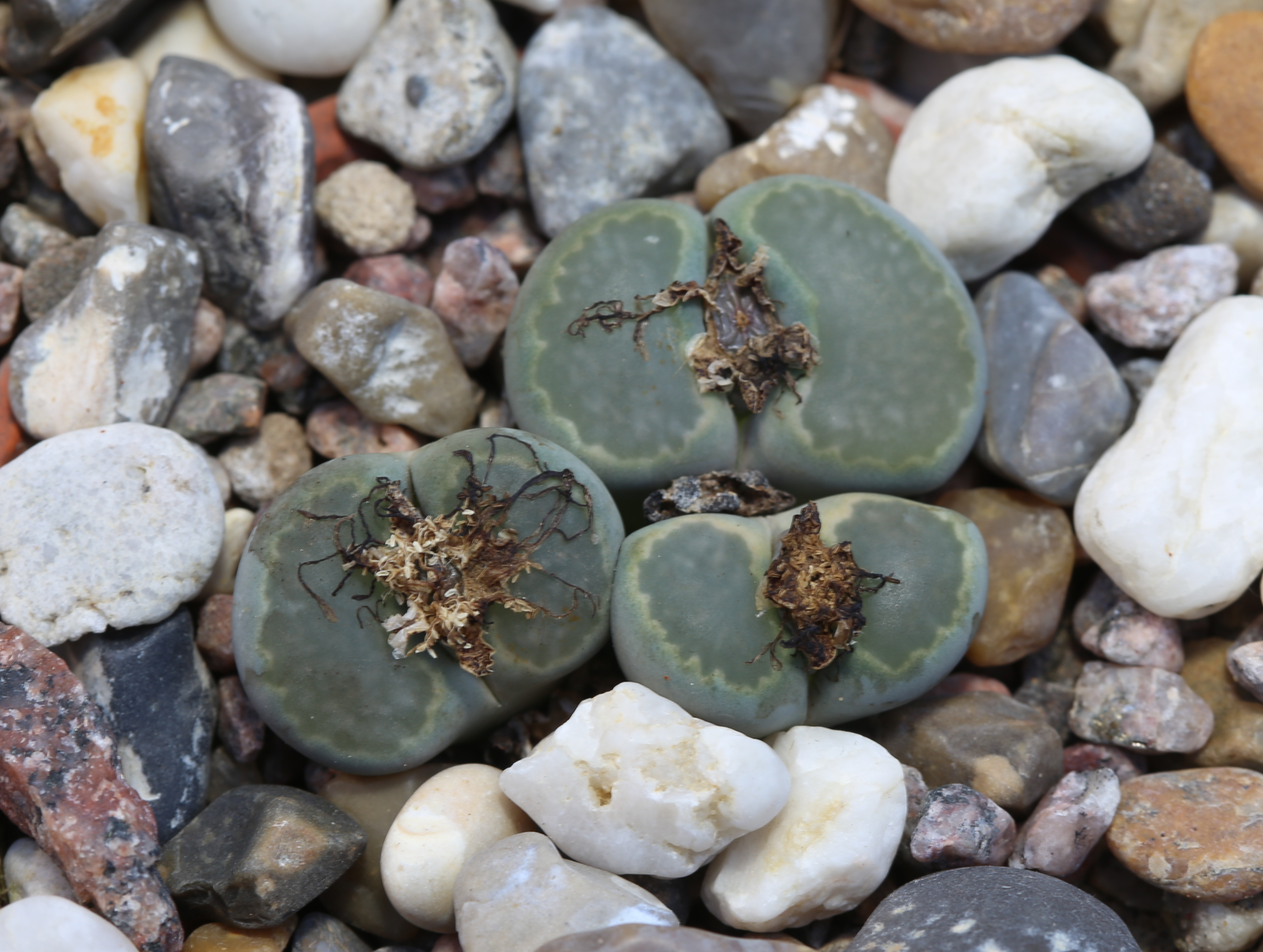